# Co Prins
Jacobus Theodorus (Co) Prins (Amsterdam, 5 juni 1938 – Antwerpen, 26 september 1987) was een Nederlands voetballer, die onder andere uitkwam voor Ajax en het Nederlands elftal. Hij was als acteur te zien in de oorlogsfilm Escape To Victory (1981).

## Carrière
Prins kwam in zijn jeugd uit voor amateurclub OVVO uit Amsterdam. In 1959 werd hij aangetrokken door Ajax. Op 30 november 1960 maakte hij zijn debuut voor het Nederlands voetbalelftal, in een vriendschappelijke voetbalwedstrijd tegen Tsjecho-Slowakije. Hij speelde tot 1965 in totaal tien interlands, waarin hij drie doelpunten maakte.
In 1963 vertrok hij van Ajax naar 1. FC Kaiserslautern in de Duitse Bundesliga. Hij kreeg last van heimwee en was langdurig uitgeschakeld door een knieblessure en aan het eind van zijn tweede seizoen in West-Duitsland ging hij terug naar Ajax. In december 1966 tekende hij een vierjarig contract bij het Amerikaanse Pittsburgh Phantoms. Prins was de eerste Nederlandse voetballer in de Verenigde Staten. Hij kreeg bij zijn club al snel gezelschap van Theo Laseroms en Cees Groot. In september 1967 werden zij door de KNVB levenslang geroyeerd, omdat ze speelden voor de niet-erkende Amerikaanse voetbalbond National Professional Soccer League (NPSL). Dit royement werd per 1 juni 1968 opgeheven.
In oktober 1968 ontbond Prins zijn contract bij de Pittsburgh Phantoms en tekende hij een contract bij MVV in Nederland. In december 1971 verkaste hij naar Vitesse en in juni 1972 verbond hij zich aan Helmond Sport. Hij beëindigde zijn voetbalcarrière in 1975.
In België was Prins trainer van achtereenvolgens de clubs FC Rita Berlaar, FC Turnhout en Boom FC. Hij opende een eigen kroeg in Antwerpen, de Prince Pub in de Arme Duivelstraat. In 1981 was Prins naast onder meer Sylvester Stallone, Michael Caine en Pelé te zien in de voetbal- en oorlogsfilm Escape To Victory, in de rol van de Nederlandse voetballer Pieter van Beck. Op de Nederlandse televisie was hij in deze periode regelmatig te zien als zaalvoetballer, in de Mini-voetbalshow van de NCRV. In september 1987 overleed hij op 49-jarige leeftijd tijdens het spelen van een partijtje voetbal aan een hartaanval.

## 'Ober-Meckerer'
Prins was om zijn speelstijl en zijn opvliegende aard niet bepaald geliefd bij scheidsrechters en tegenstanders. Dit was mede de reden om in 1963 in Duitsland te gaan spelen. In de Bundesliga kreeg hij echter spoedig de bijnaam "Ober-Meckerer" (aartskankeraar). Ook in zijn periode in de Verenigde Staten werd hij een keer uit het veld gestuurd, omdat hij een beslissing van de scheidsrechter luidkeels en met veel misbaar meende te moeten bediscussiëren.

## Privéleven
Prins was getrouwd met de Duitse Karin Brunn die hij ontmoette kort na zijn overgang naar 1. FC Kaiserslautern. Ze hadden twee kinderen. Ronny Prins (1965) kwam als voetballer tussen 1985 en 2000 uit voor verschillende Belgische teams. Andy Prins (1967-2016) speelde als doelman enkele wedstrijden voor Royal Antwerp FC. In januari 1967, kort voordat hij naar Pittsburgh zou vertrekken, kwam Prins in het nieuws doordat hij tijdens een relatiecrisis door de Duitse politie gearresteerd werd, nadat hij zijn destijds eenjarige zoon Ronny uit het huis van zijn schoonouders ontvoerd had.

## Zie ook

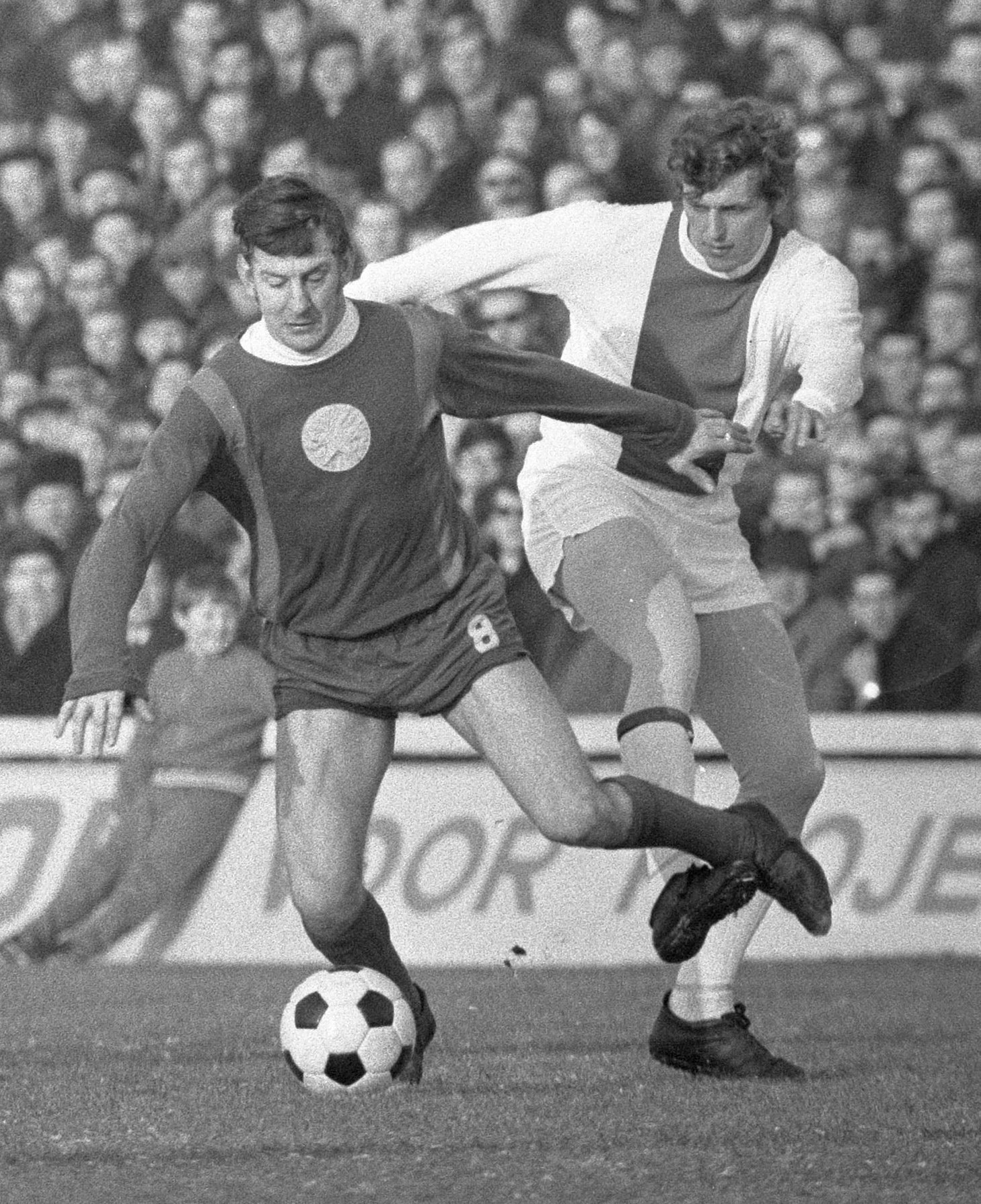
Co Prins (links) in duel met Piet Keizer tijdens MVV tegen Ajax in 1970.

## Carrièrestatistieken
| Seizoen         | Club                 | Land             | Competitie      | Competitie | Competitie | Beker | Beker | Internationaal | Internationaal | Overig | Overig | Totaal | Totaal |
| Seizoen         | Club                 | Land             | Competitie      | Wed.       | Dlp.       | Wed.  | Dlp.  | Wed.           | Dlp.           | Wed.   | Dlp.   | Wed.   | Dlp.   |
| --------------- | -------------------- | ---------------- | --------------- | ---------- | ---------- | ----- | ----- | -------------- | -------------- | ------ | ------ | ------ | ------ |
| 1959/60         | Ajax                 | Nederland        | Eredivisie      | 34         | 8          | –     | –     | –              | –              | 0      | 0      | 34     | 8      |
| 1960/61         | Ajax                 | Nederland        | Eredivisie      | 32         | 13         | –     | 8     | 2              | 0              | 0      | 0      | –      | 21     |
| 1961/62         | Ajax                 | Nederland        | Eredivisie      | 25         | 6          | –     | 0     | 1              | 0              | 0      | 0      | –      | 6      |
| 1962/63         | Ajax                 | Nederland        | Eredivisie      | 23         | 7          | –     | 0     | –              | –              | 0      | 0      | –      | 7      |
| 1963/64         | 1. FC Kaiserslautern | Duitsland        | Bundesliga      | 23         | 6          | 1     | 0     | –              | –              | 0      | 0      | 24     | 6      |
| 1964/65         | 1. FC Kaiserslautern | Duitsland        | Bundesliga      | 13         | 3          | 0     | 0     | –              | –              | 0      | 0      | 13     | 3      |
| 1965/66         | Ajax                 | Nederland        | Eredivisie      | 30         | 7          | –     | 3     | –              | –              | 0      | 0      | –      | 10     |
| 1966/67         | Ajax                 | Nederland        | Eredivisie      | 9          | 2          | –     | 0     | 0              | 0              | 0      | 0      | –      | 2      |
| 1967            | Pittsburgh Phantoms  | Verenigde Staten | NPSL            | 21         | 8          | –     | –     | –              | –              | –      | –      | 21     | 8      |
| 1968            | New York Generals    | Verenigde Staten | NASL            | 27         | 5          | –     | –     | –              | –              | –      | –      | 27     | 5      |
| 1968/69         | MVV                  | Nederland        | Eredivisie      | 16         | 2          | –     | 0     | –              | –              | 0      | 0      | –      | 2      |
| 1969/70         | MVV                  | Nederland        | Eredivisie      | 30         | 0          | –     | 0     | –              | –              | 0      | 0      | –      | 0      |
| 1970/71         | MVV                  | Nederland        | Eredivisie      | 33         | 3          | –     | 0     | –              | –              | 0      | 0      | –      | 3      |
| 1971/72         | Vitesse              | Nederland        | Eredivisie      | 17         | 2          | –     | 0     | –              | –              | 0      | 0      | –      | 2      |
| 1972/73         | Helmond Sport        | Nederland        | Eerste divisie  | –          | –          | –     | 0     | –              | –              | 0      | 0      | –      | –      |
| 1973/74         | Helmond Sport        | Nederland        | Eerste divisie  | –          | –          | –     | 1     | –              | –              | 0      | 0      | –      | –      |
| 1974/75         | Helmond Sport        | Nederland        | Eerste divisie  | –          | –          | –     | 0     | –              | –              | 0      | 0      | –      | –      |
| Carrière totaal | Carrière totaal      | Carrière totaal  | Carrière totaal | –          | –          | –     | 12    | 3              | 0              | 0      | 0      | –      | –      |

## Erelijst
Ajax
| Nationaal                  |    |                           |
| Eredivisie                 | 3x | 1959/60, 1965/66, 1966/67 |
| KNVB beker                 | 2x | 1960/61, 1966/67          |
| Internationaal             |    |                           |
| International Football Cup | 1x | 1961/62                   |